# Aluminium 26
table
L’aluminium 26, noté 26Al, est l'isotope de l'aluminium dont le nombre de masse est égal à 26 : son noyau atomique compte 13 protons et 13 neutrons avec un spin 5+ pour une masse atomique de 25,986 891 9 g/mol. Il est caractérisé par un excès de masse de −12 210,1 keV et une énergie de liaison nucléaire par nucléon de 8 149,77 keV. C'est un isotope radioactif de demi-vie 7,17 × 105 ans (0,717 Ma).
L'aluminium 26 est présent dans l'Univers car il est produit par des supernovae. Dans le Système solaire, l'aluminium 26 primordial a disparu, mais sur Terre il s'en forme en permanence de petites quantités sous l'action des rayons cosmiques.
De l'aluminium 26 était présent lors de la formation du Système solaire, et sa désintégration a fourni aux premiers corps planétaires une chaleur suffisante pour les faire fondre, partiellement ou en totalité, et donc se différencier. Cet aluminium 26 primordial a laissé des traces sous la forme d'anomalies de la composition isotopique du magnésium, qui sont mises à profit pour dater certains événements précoces de l'histoire du Système solaire.

## Histoire
En 1953 on connaissait six isotopes de l'aluminium, de nombres de masse 24 à 29, dont seul 27Al est stable (l'aluminium naturel est monoisotopique). Les cinq autres, produits au laboratoire par des réactions nucléaires, avaient tous une demi-vie de l'ordre de la minute ou de la seconde, trop petite pour fournir aux biologistes et aux médecins un traceur de l'aluminium. Parmi eux, il y avait bien un isotope de nombre de masse 26, mais avec une demi-vie de 6,3 s. Diverses considérations expérimentales et théoriques indiquaient cependant qu'avec un spin de 0+ il devait s'agir d'un isomère, noté 26mAl, et que l'état fondamental 26gAl, de spin 5+, devait être moins instable, avec une demi-vie entre 104 et 106 ans. 26gAl est de fait produit en 1954 en bombardant du magnésium 26 et du magnésium 25 avec des deutons 2
1D, et sa demi-vie déterminée comme étant de l'ordre de 106 ans. Cette demi-vie sera mesurée plus précisément en 1958 (0,738 ± 0,029 Ma).
Le rayonnement cosmique réalisant le même genre de bombardement par des particules chargées que les expériences ayant permis de découvrir 26gAl en 1954, on recherche dès l'année suivante la présence d'aluminium 26 (et d'autres isotopes cosmogéniques) sur et sous les surfaces exposées naturellement aux rayons cosmiques, notamment celles d'affleurements terrestres, de tectites et de météorites, avec succès pour plusieurs tectites et météorites. La méthode sera développée par la suite, et la concentration en 26Al des surfaces permettra de mesurer la durée de leur exposition. En 1967, de l'aluminium 26 est détecté dans de la glace au Groenland ; il provient de l'action du rayonnement cosmique sur l'argon atmosphérique.
Harold Urey montre en 1955 que les noyaux radioactifs naturels à vie longue (40K, 238U, 235U et 232Th) sont des sources de chaleur insuffisantes pour expliquer la fusion de petits corps planétaires aux débuts du Système solaire ; il propose alors que les sources de chaleur nécessaires sont des noyaux à vie courte synthétisés dans d'autres étoiles que le Soleil, et identifie 26Al comme le candidat le plus probable,.

### Découverte de sa présence au début du Système solaire
La première preuve de la présence d'aluminium 26 lors de la formation du Système solaire est apportée par la météorite d'Allende, tombée en 1969 au Mexique. Cette météorite contient des enclaves réfractaires riches en aluminium et relativement pauvres en magnésium, considérées comme les premiers condensats résultant du refroidissement de la nébuleuse solaire. Dans ces enclaves, le rapport 26Mg / 24Mg — constant dans tous les matériaux connus jusqu'alors, terrestres comme extraterrestres — varie beaucoup, et linéairement en fonction du rapport chimique Al / Ca. La seule explication tenable est que l'aluminium de la nébuleuse comportait encore de l'aluminium 26 lors de la formation des enclaves, et que cet aluminium 26 s'est depuis désintégré en magnésium 26. La pente de la droite 26Mg / 24Mg vs Al / Mg donne la fraction molaire de 26Al dans cet aluminium initial : 5 × 10−5,. Des variations similaires du rapport 26Mg / 24Mg seront ensuite mesurées dans d'autres objets — notamment des chondres —, mais avec des fractions de 26Al généralement plus faibles, signe que leur formation a été plus tardive, par exemple de quelques millions d'années : l'aluminium 26 permet une datation fine de la formation des premiers objets du Système solaire.

### Détection dans le milieu interstellaire

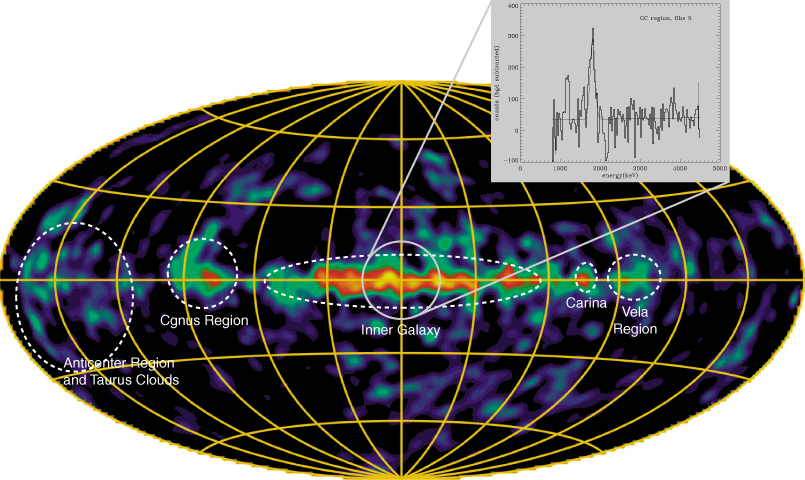
Détection d'aluminium 26 dans la Voie lactée.

La présence actuelle d'aluminium 26 dans le milieu interstellaire est démontrée en 1984 par l'observation, par le télescope spatial HEAO-3, de rayons γ d'énergie 1,809 MeV, caractéristiques de la désintégration radioactive de 26Al,. Dix ans plus tard un autre télescope spatial, le CGRO, permet de localiser un grand nombre de sources d'aluminium 26 dans la Galaxie, identifiées comme des supernovas ou des étoiles Wolf-Rayet.

### Découverte de sa présence avant le Système solaire
En 1993, des grains de taille nanométrique à micrométrique, constitués principalement de diamant, de graphite et de carbure de silicium, sont découverts dans certaines météorites primitives et interprétés comme des grains du milieu interstellaire antérieurs à la formation du Système solaire (parfois de plus d'un milliard d'années). Les sphérules de graphite contiennent du magnésium 26 provenant de la désintégration de l'aluminium 26, avec un rapport 26Al / 27Al initial élevé, jusque presque 0,2. Ils semblent provenir d'au moins trois types de sources, probablement des géantes de la branche asymptotique, des novas et des étoiles Wolf-Rayet,.

## Propriétés

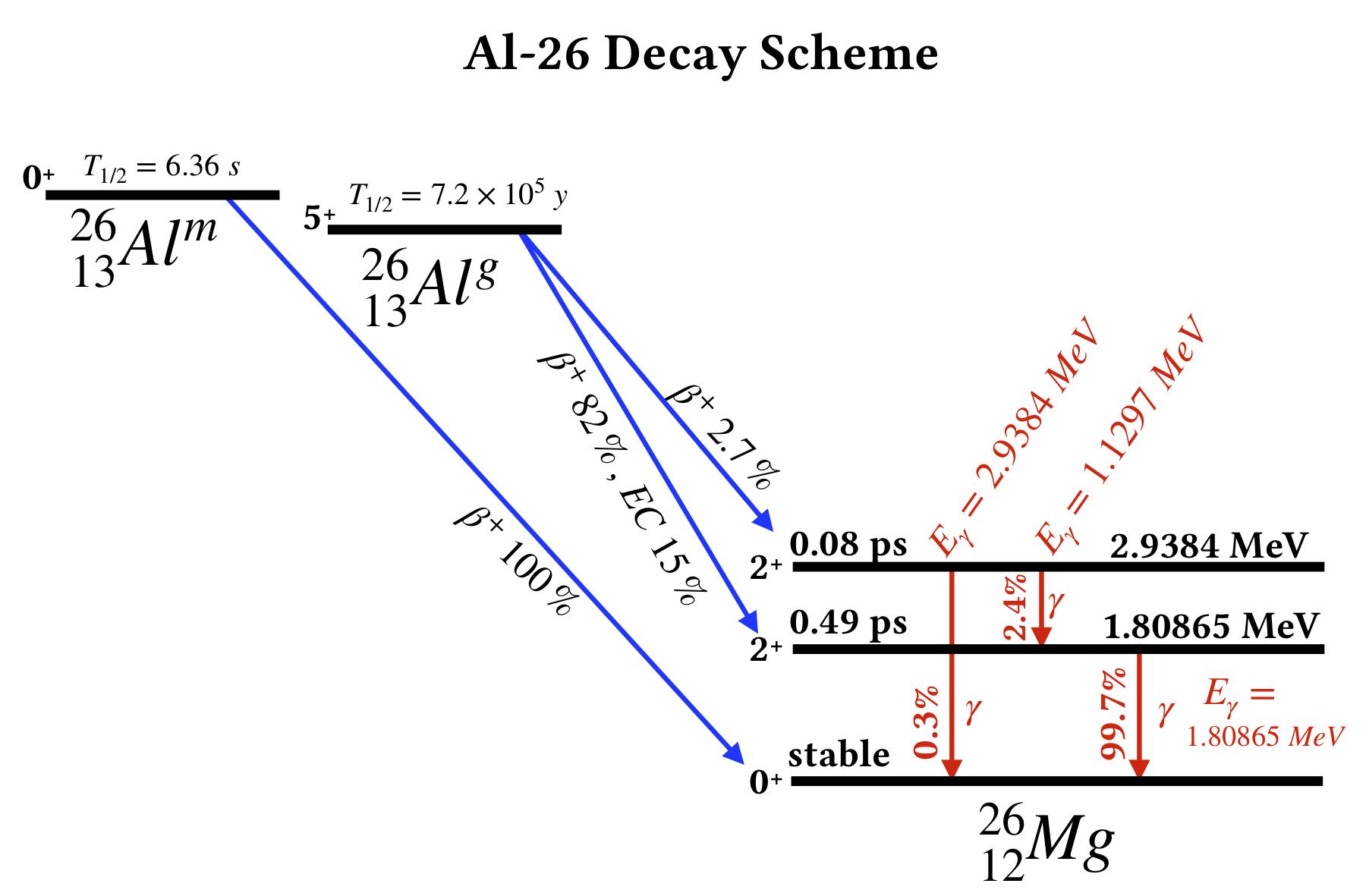
Schéma de désintégration de l'aluminium 26.

### État fondamental
Sans autre précision 26Al désigne l'état fondamental de spin 5+, noté plus précisément 26gAl. Il se désintègre en 26Mg avec une demi-vie de 7,17 × 105 ans selon deux mécanismes, principalement (85 %) l'émission d'un positon (radioactivité β+) mais aussi (15 %) la capture d'un électron du cortège électronique (radioactivité ε).
La désintégration en magnésium 26 n'est pas directe, elle passe par l'un ou l'autre de deux isomères de spin 2+ de 26Mg, tous deux très instables et conduisant à l'état fondamental de spin 0+ par radioactivité γ, le premier (97,3 %, via β+ ou ε) avec une demi-vie de 0,49 ps, l'autre (2,7 %, β+) avec 0,08 ps.

### Isomère
L'aluminium 26 possède aussi un isomère de spin 0+, noté 26mAl. Il est beaucoup plus instable que l'état fondamental et se désintègre par radioactivité β+ en 26Mg (dans son état fondamental, directement), avec une demi-vie d'environ 6,36 s. La désintégration de 26mAl est une transition de Fermi (en), dans laquelle les spins de l'électron et du neutrino émis sont antiparallèles. Sa demi-vie a une certaine importance pour tester expérimentalement deux composantes du modèle standard, la conservation du courant vectoriel (en) et l'unitarité de la matrice CKM. En 2011, cette demi-vie est mesurée à 6,346 54 ± 0,000 60 s (incertitude totale) ou ± 0,000 46 s (incertitude interne).

## Présence actuelle
L'aluminium 26 peut être détecté, et sa quantité mesurée, via les positons et surtout les rayons γ (particulièrement ceux d'énergie 1,809 MeV) résultant de sa désintégration radioactive. Au laboratoire la concentration en 26Al d'un échantillon peut être mesurée, avec une bonne précision et une grande sensibilité (en pratique, pour des rapports 26Al / 27Al aussi faibles que 10−13 voire 10−14), par spectrométrie de masse par accélérateur (en).

### Milieu interstellaire
L'aluminium 26 est présent dans le milieu interstellaire, et en équilibre séculaire entre injection (surtout par les supernovae) et désintégration. On estime à trois masses solaires la quantité d'aluminium 26 renouvelée chaque année,.

### Surface des corps planétaires
Les mêmes réactions nucléaires qui permettent de produire de l'aluminium 26 au laboratoire se produisent à la surface des corps planétaires, sous l'action des rayons cosmiques. En général ces surfaces ne sont pas exposées suffisamment longtemps pour atteindre un équilibre séculaire (entre production et désintégration) : plus la surface est exposée depuis longtemps, plus elle est riche en 26Al.

### Atmosphère et cryosphère terrestres
Le rayonnement cosmique réagit avec différents composants de l'air et produit différents isotopes dits cosmogéniques, notamment 14C, 3H, 10Be et 26Al. La concentration de ces isotopes dans l'air est à peu près constante, par équilibre séculaire entre production et disparition (par désintégration radioactive et perte dans les précipitations). La concentration de la troposphère en aluminium 26 est ainsi de l'ordre de 100 atomes/m3.
La glace des glaciers et des inlandsis emprisonne de minuscules bulles d'air dont la composition en isotopes cosmogéniques est initialement celle de l'air. Par la suite la concentration en chacun de ces isotopes diminue par désintégration radioactive, plus ou moins vite en fonction de leur demi-vie. Le rapport 26Al / 10Be, notamment, a une valeur initiale de 1,89 × 10−3 et diminue au cours du temps (parce que la demi-vie de l'aluminium 26, 0,717 Ma, est inférieure à celle du béryllium 10, 1,386 Ma) : sa mesure permet de dater la glace. Par exemple un échantillon de glace extrait au Groenland à une profondeur de 2 760 m a donné un âge d'enfouissement de (6,7 ± 2,6) × 105 ans.

### Au laboratoire
L'aluminium 26 est produit par les réactions, : 25
12Mg (d, n) 26
13Al ; 26
12Mg (d, 2n) 26
13Al ; 26
12Mg (p, n) 26
13Al ; 28
14Si (d, α) 26
13Al ; 27
13Al (n, 2n) 26
13Al ; 27
13Al (p, pn) 26
13Al et 27
13Al (p, 2n) 26
14Si (β+) 26
13Al, ainsi que par la spallation d'éléments plus lourds par des protons de haute énergie.